# Intig
Intig ist eine im Jahr 2015 gestartete, multinationale Depressive-Black-Metal-Band.

## Geschichte
Intig wurde im Jahr 2015 von dem schwedischen Spiele-Entwickler Andreas Rönnberg – u. a. Cry of Fear und Afraid of Monsters – ins Leben gerufen und wird von dem US-amerikanischen Metal-Sänger Jordan Jimenez und dem dänischen Schlagzeuger Ken Klejs, welcher auch bei MØL spielt, komplettiert.
Bereits im Gründungsjahr erschien mit Empty das Debütalbum, welches zunächst in Eigenregie veröffentlicht wurde. In den Jahren 2016 und 2017 folgten mit Dystymi und Modfälld ein weiteres Album sowie eine EP. Zwei Jahre darauf brachte das Trio mit Utfryst ihr drittes Album heraus. Als Gastmusiker ist Johan „1853“ Gabrielson, ein ehemaliges Mitglied von Lifelover auf dem Album zu hören. Die komplette Diskografie wurde zwischenzeitlich vom italienischen Metal-Label War Against Yourself neu aufgelegt.

## Stil
Laut herjann von Unholyblackmetal.com zeigt das Debütalbum eine persönliche, fast experimentelle Herangehensweise auf, bei der Elemente des Depressive Black Metal mit Einflüssen des Dark Ambient vermischt werden. Auf dem zweiten Album erweitere das Trio ihr musikalisches Repertoire hingehend zu einem Sound der dem Dark Metal gleicht. Jordans weinerlich anmutender Schreigesang werde dabei weitestgehend von Klargesang abgelöst.

## Diskografie
- 2015: Empty (Album, Eigenproduktion, Neuauflage bei War Against Yourself)
- 2016: Dystymi (Album, Eigenproduktion, Neuauflage bei War Against Yourself)
- 2017: Modfälld (EP, Eigenproduktion, Neuauflage bei War Against Yourself)
- 2019: Utfryst (Album, Eigenproduktion, Neuauflage bei War Against Yourself)